# 安東尼奧·薩蘭德拉
安東尼奧·薩蘭德拉（義大利語：Antonio Salandra，1853年8月13日—1931年12月9日），意大利保守派政治家，生于兩西西里王國特罗亚，1914年至1916年任意大利王国首相，使意大利作为协约国一方参加第一次世界大战。